# Lake Jackson, Texas
Lake Jackson là một thành phố thuộc quận Brazoria, tiểu bang Texas, Hoa Kỳ. Năm 2010, dân số của xã này là 26849 người.

## Dân số
- Dân số năm 2000: 26386 người.
- Dân số năm 2010: 26849 người.